# Ignaz Schuppanzigh
Ignaz Schuppanzigh (ur. 20 listopada 1776 w Wiedniu, zm. 2 marca 1830 tamże) – austriacki skrzypek i dyrygent. Schuppanzigh wraz ze swoim kwartetem wykonał po raz pierwszy wiele kwartetów smyczkowych Beethovena, zwłaszcza tych późnych. Zorganizował pierwsze publiczne koncerty kwartetu smyczkowego (w Wiedniu).

## Życiorys
Początkowo uczył się gry na skrzypcach, które jednak porzucił. Zanim ukończył 21 lat był już znanym skrzypkiem i dyrygentem. Udzielał lekcji gry na skrzypcach Beethovenowi, z którym się przyjaźnił aż do śmierci kompozytora.
W młodości Schuppanzigh był według źródeł przystojnym młodzieńcem, z wiekiem jednak bardzo utył. Beethoven często żartował z jego otyłości nazywając go "Mein Herr Falstaff". Skomponował również na jego cześć krótki utwór chóralny zatytułowany "Na cześć grubasa" (niem. "Lob auf den Dicken"). Pod koniec życia, palce Schuppanzigha zrobiły się tak grube, że nie był w stanie grać na instrumencie poprawnie.
Franz Schubert zadedykował Schuppanzighowi swój kwartet "Rosamunde".
Schuppanzigh zmarł na paraliż.